# Tūtang
Tūtang (persiska: هُمای بالا, توتنگ, Homā-ye Bālā) är en ort i Iran.   Den ligger i provinsen Hormozgan, i den sydöstra delen av landet, 1 000 km sydost om huvudstaden Teheran. Tūtang ligger 1 399 meter över havet och antalet invånare är 233.
Terrängen runt Tūtang är bergig åt sydväst, men åt nordost är den kuperad. Runt Tūtang är det ganska glesbefolkat, med 50 invånare per kvadratkilometer. Närmaste större samhälle är Zākīn, 13,4 km sydväst om Tūtang. Omgivningarna runt Tūtang är i huvudsak ett öppet busklandskap.